# Ring (sport)
De ring duidt de plaats aan waarin een bepaalde sport wordt uitgeoefend. Dikwijls is dit een gevechtssport.

## Voorbeelden
- Boksring (meestal een vierkant)
- Ringsport (hondenwedstrijden)